# General Caballero Sport Club
General Caballero Sport Club is een Paraguayaanse voetbalclub uit Zeballos Cué, een wijk in de hoofdstad Asuncion. De club werd opgericht op 6 september 1918 onder de naam Deportivo Meilicke. In 1924 werd de huidige naam aangenomen die verwijst naar Bernardino Caballero (generaal in de oorlog van de Drievoudige Alliantie en president van Paraguay). De thuiswedstrijden worden gespeeld in het Estadio Hugo Bogado Vaceque, dat plaats biedt aan ongeveer 5.000 toeschouwers en vernoemd is naar oud-voorzitter José Hugo Bogado Vaceque (2005-2011). De clubkleuren zijn wit-rood.

## Erelijst
Nationaal
- Segunda División

Winnaar: (6) 1923, 1928, 1962, 1970, 1986, 2010
- Tercera División

Winnaar: (2) 1993, 2000

## Bekende spelers
- Salvador Cabañas
- Fábio Nunes Fernandes